# Virgen del Valle (Tucupita)
Virgen del Valle est l'une des huit paroisses civiles de la municipalité de Tucupita dans l'État de Delta Amacuro au Venezuela. Sa capitale est La Horqueta.

## Géographie

### Démographie
Hormis sa capitale La Horqueta, la paroisse civile possède plusieurs localités dont :
- La Horqueta